# Josepha Jouffret
Josepha Jouffret, née Labbé, est une esthéticienne martiniquaise qui se présente toujours comme une guinéo-sénégalaise. Elle est une pionnière du mouvement nappy et la fondatrice de la première boutique parisienne destinée à la femme noire.

## Biographie

### Origines et études
Josepha Jouffret naît le 18 juillet 1933 à Fort-de-France.

## Parcours
Josepha Jouffret est précurseuse du mouvement nappy. En ouvrant dans le Quartier latin de Paris dans les années 60 Négrissima, la première enseigne parisienne de cosmétique dédiée aux soins et à l’esthétique des femmes noires, elle répond à la question du traitement du cheveu noir de ces clientes et encourage par ricochet la femme noire à aimer ses cheveux naturels,,. 
Anticolonialiste et anti-assimilationniste, Josepha Jouffret passe par le slogan « Aimer ses cheveux, s’aimer » pour décomplexer et inciter les femmes noires à porter fièrement leurs cheveux.

## Décès
Josepha Jouffret meurt le 11 juillet 2017 dans la localité de Saly, située sur la petite côte au large de Dakar à l'âge de 85 ans.